# Curuguaty
Curuguaty este un oraș din departamentul Canindeyú, Paraguay.